# Нап (Висконсин)
Нап (енгл. Knapp) град је у америчкој савезној држави Висконсин.

## Демографија
По попису из 2010. године број становника је 463, што је 42 (10,0%) становника више него 2000. године.
| Група             | 2000.       | 2010.       |
| Белци             | 413 (98,1%) | 452 (97,6%) |
| Афроамериканци    | 3 (0,7%)    | 0 (0,0%)    |
| Азијати           | 0 (0,0%)    | 0 (0,0%)    |
| Хиспаноамериканци | 4 (1,0%)    | 1 (0,2%)    |
| Укупно            | 421         | 463         |